# Henri-Alexandre Danlos
Henri-Alexandre Danlos (Paris, 26 de março de 1844 — Chatou, 12 de setembro de 1912) foi um físico e dermatologista da França que em conjunto com Edvard Ehlers (1863-1937) ajudou a descobrir a Síndrome de Ehlers-Danlos.